# Росен Петков
Росен Кирчев Петков е български програмист в областта на дигиталните изкуства, преподава компютърна графика и мултимедия, автор е на учебни материали за съвременните медии в образованието и обучението. Създател е на мрежа от студентски информационни и кариерни центрове в България и председател на Организационния комитет на международния форум за компютърни изкуства „Компютърно пространство“.

## Биография
Роден е в Хасково. Завършва Математическа гимназия „Тодор Велев“ (сега „Акад. Боян Петканчин“) през 1985 г., а през 1990 г. изчислителна техника в Технически университет – София.
Като студент започва работа по проекти, свързани с разработка на алгоритми и програми за електронна музика и компютърна графика. През 1991 – 1992 е редактор и автор в списание „Графика с компютър“, където води рубриката „Компютърно изкуство“.

### Студентско общество за компютърно изкуство
В началото на 1990-те създава Студентско общество за компютърно изкуство (СОКИ) – една от първите организации за компютърни изкуства в България, включваща студенти, артисти и експерти в областта на съвременните медии и дигитални изкуства. СОКИ изпълнява редица проекти: проект, посветен на болестта СПИН в рамките на Световната среща на върха по въпросите на информационното общество (WSIS), проект „Конституция за деца“ в Народното събрание и др.
Петков е председател на Организационния комитет на „Компютърно пространство“ – международен форум за компютърни изкуства, провеждащ се ежегодно от 1989 г. В началото на фестивала, разделът „Уеб-дизайн“ се организира заедно с Интернет общество - България.

### Младежки информационни и кариерни центрове
Под ръководството на Петков, СОКИ създава през 1997 национална мрежа от студентски и младежки информационни центрове, използващи Интернет и бази-данни за ефективно търсене на информация за образование, работа, пътуване, финансиране на младежки проекти, здравни проблеми при младите хора и др. Издават ръководства, онлайн материали и CD-та с ресурси, подпомагащи кариерните консултанти и работещите в центровете за младежка информация и кариерно рзвитие. СОКИ и Комитетът за младежта и спорта основават представителството в България на международната информационна мрежа за младежка информация Eurodesk.

### История на графиката, печатната графика и книгата
Това е друга област, с която Петков се занимава. Подвързията и елементите на книгата, материалите, дизайнът, изобщо книгата като артефакт, развитието на печатния дизайн и връзката със съвременните медии са във фокуса на изследванията на Петков, които той популяризира и чрез създадени и администрирани от него публични групи във Фейсбук. Автор е на книгата „За старите книги и компютърните изкуства“.

### Преподавателска дейност
Росен Петков е преподавал по „Методи, алгоритми и приложения в областта на компютърната графика“ в Техническия университет – София, в Технологично училище по електронни системи, в Нов български университет и др. като е създал и учебни програми в областта.